# Джарія
Джарія — нейборгуд у Дганбаді Дганбад Садар округу Дганбад штату Джаркханд, Індія. Економіка Джарії сильно залежить від місцевих вугільних родовищ, які використовуються для виробництва коксу. Однак пожежі на вугільних родовищах сильно забруднили місто, і кілька урядових досліджень рекомендували переселити значну частину населення в сусідню Білгарію.
Станом на 2011 рік, Джарія була п'ятнадцятим за величиною містом у штаті Джаркханд. Згодом Джарія відіграє дуже важливу роль в економіці та розвитку столичного району навколо міста Дханбад.

## Управління
Поточним членом парламенту від Джарії є Пашупаті Нат Сінгх із BJP, який представляє район Дганбад у 2019 році Лок Сабха. Поточним членом Законодавчих зборів є Пурніма Нірадж Сінгх із конгресу

## Географія

### Розташування
Джарія розташована за координатами 23°45′06″ пн. ш. 86°25′13″ сх. д. / 23.751568° пн. ш. 86.420345° сх. д..
Примітка. На карті поруч представлені деякі визначні місця в цьому районі. Усі місця, позначені на карті, пов'язані на більшій повноекранній карті.
Джарія, раніше переписане місто, була об'єднана з іншими міськими одиницями, щоб утворити муніципальну корпорацію Дганбад у 2006 році.
Джарія розподілена по частинах палат № 36, 37 і 38 муніципальної корпорації Дганбад.

### Огляд
Регіон, показаний на карті, є частиною хвилястого нагір'я, що помережене вугільними шахтами на найнижчому рівні плато Чота-Нагпур. Уся область, показана на карті, розташована в муніципальній корпорації Дганбад, за винятком Бельгарії, яка розташована під Баліяпуром (блок розвитку громади). Місця в районі МКД позначені як нейборгуди. Зона МКД, позначена на карті, розташована навколо центральної частини міста Дганбад. Ще одна велика територія МКД позначена на карті південної частини району. Невелика ділянка МКД, що простягається до Катрашу, позначений на карті західної частини. Регіон повністю урбанізований. Джарія (блок розвитку громади) об'єднаний у МКД. Три операційні зони КВБ повністю функціонують у межах регіону — район Сіджуа, район Кусунда та район Бастакола.

### Поліцейський відділок
У Джарії є поліцейський відділок.

## Демографія
Станом на  2001 перепис в Індії, населення Джарії становило 81 979 осіб. Чоловіки становлять 54 % населення, а жінки 46 %. Середній рівень грамотності у Джарії становить 68 %, що нижчий за середній показник по країні — 74,5 %: грамотність чоловіків — 74 %, а жіноча грамотність — 60 %. У Джарії 14 % населення віком до 6 років.

## Переїзд
За словами уряду штату, це найгірше місце в Індії, місто Джарія має бути перенесене через неконтрольовані пожежі вугільних шахт (див. нижче), які виявились невідворотними, що призвело до втрати майна та життів. Вугілля вартістю 60 000 крор рупій (12 мільярдів доларів США) лежать недоторканими, і уряд штату вважає, що зміни допоможуть використати цей ресурс. Орган реабілітації та розвитку Джарії повинен переселити значну частину населення в Белгарію та інші сусідні міста. Однак станом на 2017 рік організація стикалася зі значними проблемами у придбанні землі та будівництві, а в книзі 2016 року, що повідомляла про зусилля з переселення, було встановлено, що переселення не враховує справедливий перехід робочих місць або адекватне високоякісне житло.

## Вугільне поле

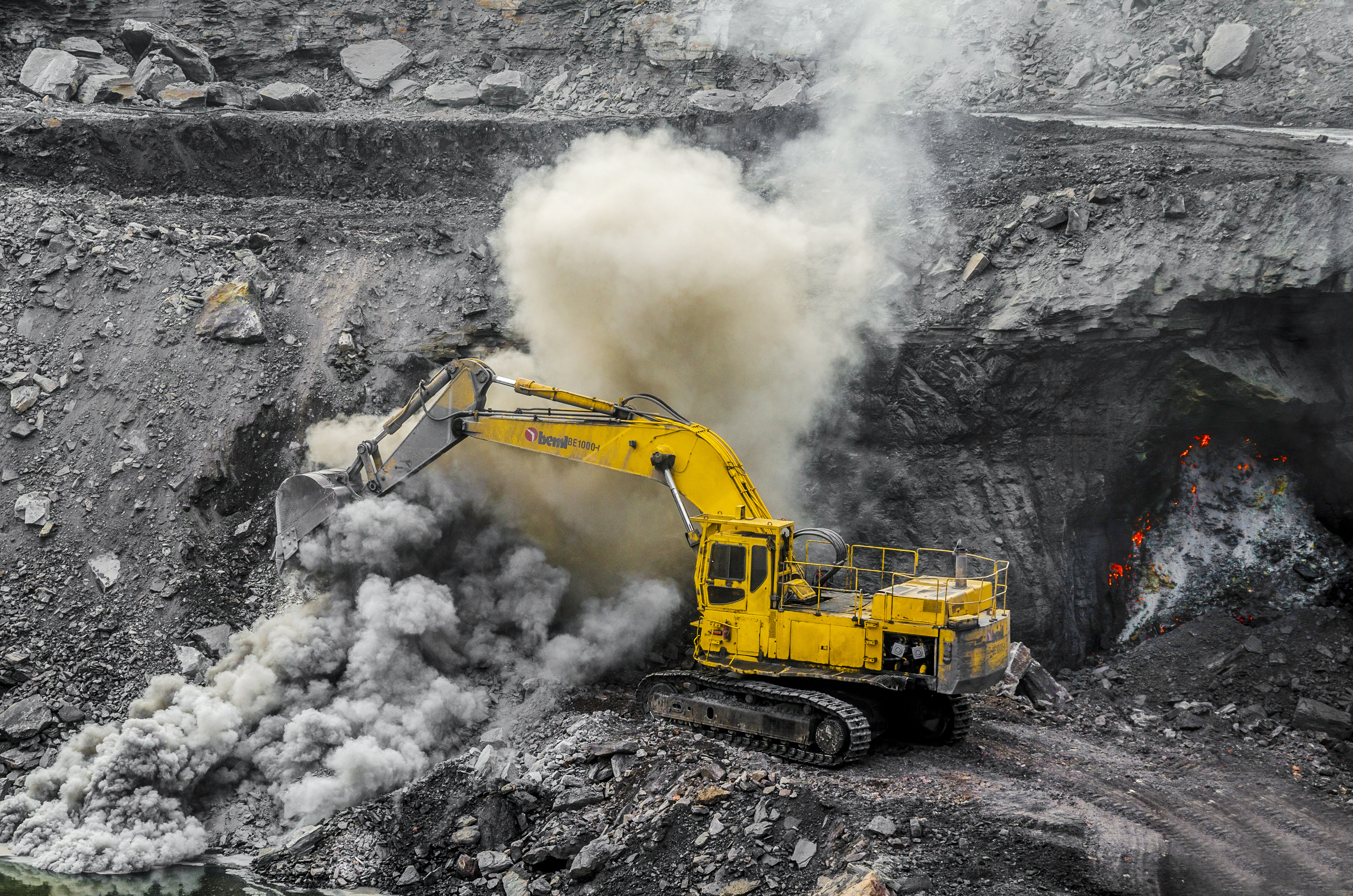
Вугільна шахта Джарія

Вугільне поле лежить у долині річки Дамодар, займає близько 280 квадратних кілометрів і виробляє бітумне вугілля, придатне для коксу. Більшість вугілля в Індії надходить із Джарії. Вугільні шахти Джарії — найважливіший регіон Індії з основного вугілля, щококсується, та використовується в доменних печах, воно складається із 23 великих підземних та дев'яти великих шахт відкритого типу.
Видобувна діяльність на цих вугільних родовищах розпочалась у 1894 р. І по-справжньому активізувалась у 1925 р. Першими індійцями, які прибули і розірвали монополію британців на видобуток вугілля, були гуджаратці.
Після націоналізації шахт у 1971 році, завдяки легкій доступності вугілля, багато металургійних заводів було створено в безпосередній близькості від Джарії.

### Пожежі вугільного поля
Джарія відоме пожежами на вугільному родовищі, які протягом століття горіло під землею. Перша пожежа була виявлена в 1916 р. Згідно з даними, це були шахти Хас-Джарія Сет-Хора-Рамджі, який був піонером індійських вугільних шахт, шахти яких були одними з перших, які в 1930 році обрушилися під землею. Дві з його вугільних шахт, Хас-Джарія та Голден-Джарія, які працювали на шахтах глибиною до 260 футів, обвалились через сумнозвісні підземні пожежі, під час яких будинок і бунгало також обвалилися 8 листопада 1930 р., спричинивши просідання 18 футів і повсюдне знищення. Пожежа ніколи не припинялася, незважаючи на найактивніші зусилля шахтного та залізничного управління, і в 1933 році полум'яні тріщини призвели до виселення багатьох жителів. Землетрус у Непалі–Біхарі 1934 р. призвів до подальшого розповсюдження вогню, і до 1938 р. влада заявила, що під містом вирує вогонь, у якому горять 42 вугільні шахти зі 133.
У 1972 році в цьому регіоні було зареєстровано понад 70 пожеж на шахтах. Станом на 2007 рік, понад 400 000 людей, які проживають у Джарії, живуть на суші під загрозою просідання через пожежі, а за словами Сатії Пратапа Сінгха, «місто Джарія перебуває на межі екологічної та людської катастрофи». Уряд зазнав критики за сприйняття невідповідного ставлення до безпеки жителів Джарії. Сильні випари, які виділяють пожежі, призводять до серйозних проблем зі здоров'ям, таких як порушення дихання та шкірні захворювання серед місцевого населення.

## Освіта
Коледж Раджа Шива Прасад був створений у 1951 році в Бгагатді, штат Джарія. У 2018 році він переїхав до міста Белгархія, що за 5 км, через підземну пожежу.

## Забруднення аміаком
У 2018 році дослідники з Брюссельського вільного університету (БВУ) у Бельгії розкрили створену карту глобального атмосферного аміаку, поєднавши дев'ять років супутникових даних, які показують, що Джарія та околиці сильно забруднені аміаком від виділення вугільних шахт. Аміак, що виділяється, швидко реагує з іншими забруднювачами повітря і тим самим сприяє утворенню дрібних твердих частинок, які скорочують тривалість життя людини через респіраторні та ішемічні захворювання. Більше того, газоподібний аміак та сполуки амонію, що утворюються з нього в атмосфері, осідають в екосистемах по всіх Гімалаях, пошкоджуючи чутливі місця проживання — особливо ті, що природно пристосовані до необхідності чистого повітря.

## Транспорт
Шаблон:Railways in Jharia Coalfield

### Подальше читання
- Reinventing Jharia Coalfield. Edited by N.C. Saxena, Gurdeep Singh, K.N. Singh and B.N. Pan. Jodhpur, Scientific, 2005, vi, 246 p.. ISBN 81-7233-398-6.
- Satellites track the fires raging beneath India. New Scientist (2560). 18 липня 2006. Архів оригіналу за 31 травня 2015. Процитовано 24 березня 2021.
- Roychowdhury, Indronil (15 жовтня 2006). German major eyes Jharia coal fires. Kolkata Newsline. Процитовано 2 травня 2009.
- Sethi, Aman (18 Nov – 1 Dec 2006). Burning issue. Frontline. The Hindu. Процитовано 2 травня 2009.[недоступне посилання]
- India: Children of the Inferno. {{cite episode}}: Пропущений або порожній |series= (довідка)
- Coal mine fires an election issue in Jharkhand. The Hindu. 12 квітня 2009. Архів оригіналу за 4 листопада 2012. Процитовано 2 травня 2009.
- Web documentary about the people who live in proximity to the underground coal fires. Bombay Flying Club - www.bombayfc.com. 6 травня 2009. Архів оригіналу за 15 травня 2009. Процитовано 2 травня 2009.
- Електронна книга про вугільні поля Jharia, Zipfel, Isabell https://www.amazon.com/The-Jharia-Coalfields-ebook/dp/B0095I2AH4